# Château de Petersberg
 (février 2015).
Si vous disposez d'ouvrages ou d'articles de référence ou si vous connaissez des sites web de qualité traitant du thème abordé ici, merci de compléter l'article en donnant les références utiles à sa vérifiabilité et en les liant à la section « Notes et références ».
Le château Petersberg est un château médiéval situé sur une colline à l'ouest de la ville de Silz-Saint-Petersberg en Autriche dans le Tyrol.

## Histoire
Le château a été construit en 1196 sous le règne du comte Henri Ier de Tyrol pour lui servir de résidence principale et a d'abord été mentionné comme « Neuhaus ». Il a connu plusieurs autres propriétaires dont les comtes de l'Ötztal issus de la famille de Montalbant à partir de 1298 soit un siècle après sa construction. En 1228 est apparu pour la première fois le nom de « Peter Berg » sous le règne du comte Albert IV de Tyrol. Ce dernier avait considérablement agrandi le château et l'a transformé en un siège judiciaire et administratif pour la vallée de l'Inn entre Roppen et Rietz, le plateau de Mieminger et le Comté de l'Ötztal. L'importance de la ville de Silz se mesure encore aujourd'hui, étant le siège du tribunal du district, même si le tribunal est situé dans le centre-ville depuis le XVIIe siècle et non plus au château.
En 1893, le château fut acquis par l'empereur François-Joseph Ier qui, après un incendie, le reconstruit. Par la suite, il a été utilisé entre autres comme une maison de retraite et comme hôpital durant la Première Guerre mondiale.
En 1979, le château fut acquis par l'Ordre des Chanoines de la Sainte Croix.